# マムアンナンプラーワーン
マムアンナンプラーワーン (タイ語: มะม่วงน้ำปลาหวาน、発音 [mā.mûa̯ŋ nám.plāː wǎːn]、原義は「甘くした魚醤と合わせたマンゴー」) とは、タイ料理における軽食である。

## 概要
マムアンナンプラーワーンは、熟していないマンゴーと粘り気のあるつけダレをからめた、タイの伝統料理である。タイ語においては、「マムアン」がマンゴーを、「ナンプラーワーン」が「甘く味付けした魚醤」を意味する。この料理は何十年も前から食べられている。元来は一村一製品運動（タイの村において農作物の宣伝、及びマーケティングを目指す運動）の商品として指定された料理であり、これがタイ全土に広がった。ナンプラーワーンは市場をはじめとして、バンコク中で購入することが出来る。ナンプラーワーンはパイナップルやグラニースミスなど、他の種類の果物とからめることもある。

## 人気
ナンプラーワーンは、タイ人の間において、果物と一緒に食べるものとして好まれている6つの食材のうちのひとつである。マムアンナンプラーワーンはタイでは人気があるものの、他国では依然としてあまり知られていない。米国においては、タイ国内とは異なり未熟マンゴーは一般的には入手困難である。 タイでは、2018年3月にチャンネル3で放送されたテレビドラマ『ブブペー・サンニワット』（บุพเพสันนิวาส）中で、ラニー・キャンペン演じる主人公カラカデ（การะเกด）が劇中で食べていたことから、マムアンナンプラーワーンが大流行した。
バンコクにおけるマムアンナンプラーワーンの有名店としては、ヤワラー通りやシーロム通りのソイラライサップ周辺、あるいはラートプラーオ区のソイセーナニコム115などがある。

## 風味
マムアンナンプラーワーンは、パームシュガー由来の甘味や魚醤由来の塩味、唐辛子由来の辛味、未熟マンゴー由来の酸味など、様々な風味が融合している。